# Saint-Denis-d'Aclon
Saint-Denis-d'Aclon és un municipi francès situat al departament del Sena Marítim i a la regió de Normandia. L'any 2007 tenia 177 habitants.

## Demografia

### Població
El 2007 la població de fet de Saint-Denis-d'Aclon era de 177 persones. Hi havia 68 famílies de les quals 12 eren unipersonals (12 homes vivint sols), 28 parelles sense fills, 20 parelles amb fills i 8 famílies monoparentals amb fills.
La població ha evolucionat segons el següent gràfic:
Habitants censats

### Habitatges
El 2007 hi havia 83 habitatges, 70 eren l'habitatge principal de la família, 12 eren segones residències i 1 estava desocupat. 60 eren cases i 23 eren apartaments. Dels 70 habitatges principals, 25 estaven ocupats pels seus propietaris, 44 estaven llogats i ocupats pels llogaters i 1 estava cedit a títol gratuït; 3 tenien una cambra, 3 en tenien dues, 16 en tenien tres, 25 en tenien quatre i 23 en tenien cinc o més. 50 habitatges disposaven pel capbaix d'una plaça de pàrquing. A 31 habitatges hi havia un automòbil i a 30 n'hi havia dos o més.

### Piràmide de població
La piràmide de població per edats i sexe el 2009 era:
| Homes | Edats   | Dones |
| ----- | ------- | ----- |
| 0     | 95 o +  | 0     |
| 0     | 90 a 94 | 0     |
| 0     | 85 a 89 | 0     |
| 0     | 80 a 84 | 0     |
| 4     | 75 a 79 | 8     |
| 0     | 70 a 74 | 4     |
| 0     | 65 a 69 | 4     |
| 12    | 60 a 64 | 12    |
| 4     | 55 a 59 | 0     |
| 4     | 50 a 54 | 8     |
| 12    | 45 a 49 | 8     |
| 0     | 40 a 44 | 4     |
| 8     | 35 a 39 | 8     |
| 16    | 30 a 34 | 8     |
| 4     | 25 a 29 | 4     |
| 0     | 20 a 24 | 12    |
| 12    | 15 a 19 | 4     |
| 4     | 10 a 14 | 8     |
| 16    | 5 a 9   | 4     |
| 0     | 0 a 4   | 4     |

## Economia
El 2007 la població en edat de treballar era de 118 persones, 86 eren actives i 32 eren inactives. De les 86 persones actives 76 estaven ocupades (42 homes i 34 dones) i 10 estaven aturades (2 homes i 8 dones). De les 32 persones inactives 17 estaven jubilades, 6 estaven estudiant i 9 estaven classificades com a «altres inactius».

### Ingressos
El 2009 a Saint-Denis-d'Aclon hi havia 67 unitats fiscals que integraven 160,5 persones, la mediana anual d'ingressos fiscals per persona era de 17.412 €.

### Activitats econòmiques
Dels 10 establiments que hi havia el 2007, 1 era d'una empresa de construcció, 1 d'una empresa de comerç i reparació d'automòbils, 1 d'una empresa financera, 6 d'entitats de l'administració pública i 1 d'una empresa classificada com a «altres activitats de serveis».
L'únic servei als particulars que hi havia el 2009 era una lampisteria.
L'únic establiment comercial que hi havia el 2009 era una gran superfície de material de bricolatge.

## Poblacions més properes
El següent diagrama mostra les poblacions més properes.